# کموسفر (نشریه)
کموسفر (انگلیسی: Chemosphere) نشریه ای با داوری همتا پیرامون شیمی محیط زیست است که از سال ۱۹۷۲ توسط انتشارات الزویر منتشر می‌شود.

## چکیده و نمایه سازی
این نشریه در شماری از پایگاه‌ها نمایه می‌شود که برخی از آنها در زیر می‌آید:
- مدلاین
- اسکوپوس
- نمایه استنادی علوم
- وب آو ساینس